# Sukoharjo (Kayen Kidul)
Sukoharjo is een bestuurslaag in het regentschap Kediri van de provincie Oost-Java, Indonesië. Sukoharjo telt 3383 inwoners (volkstelling 2010).